# Frise de dents d'engrenage

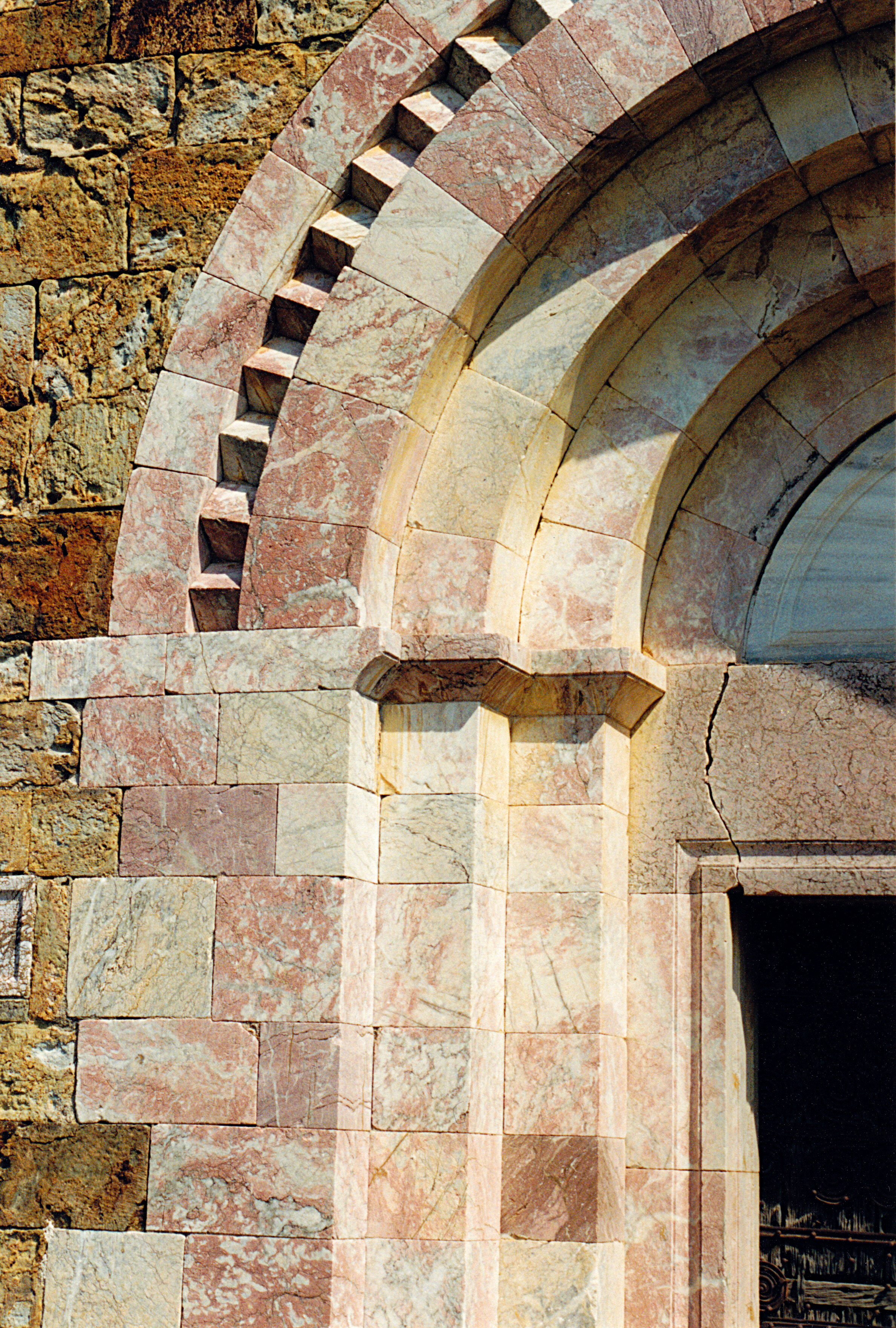
Prieuré de Marcevol.

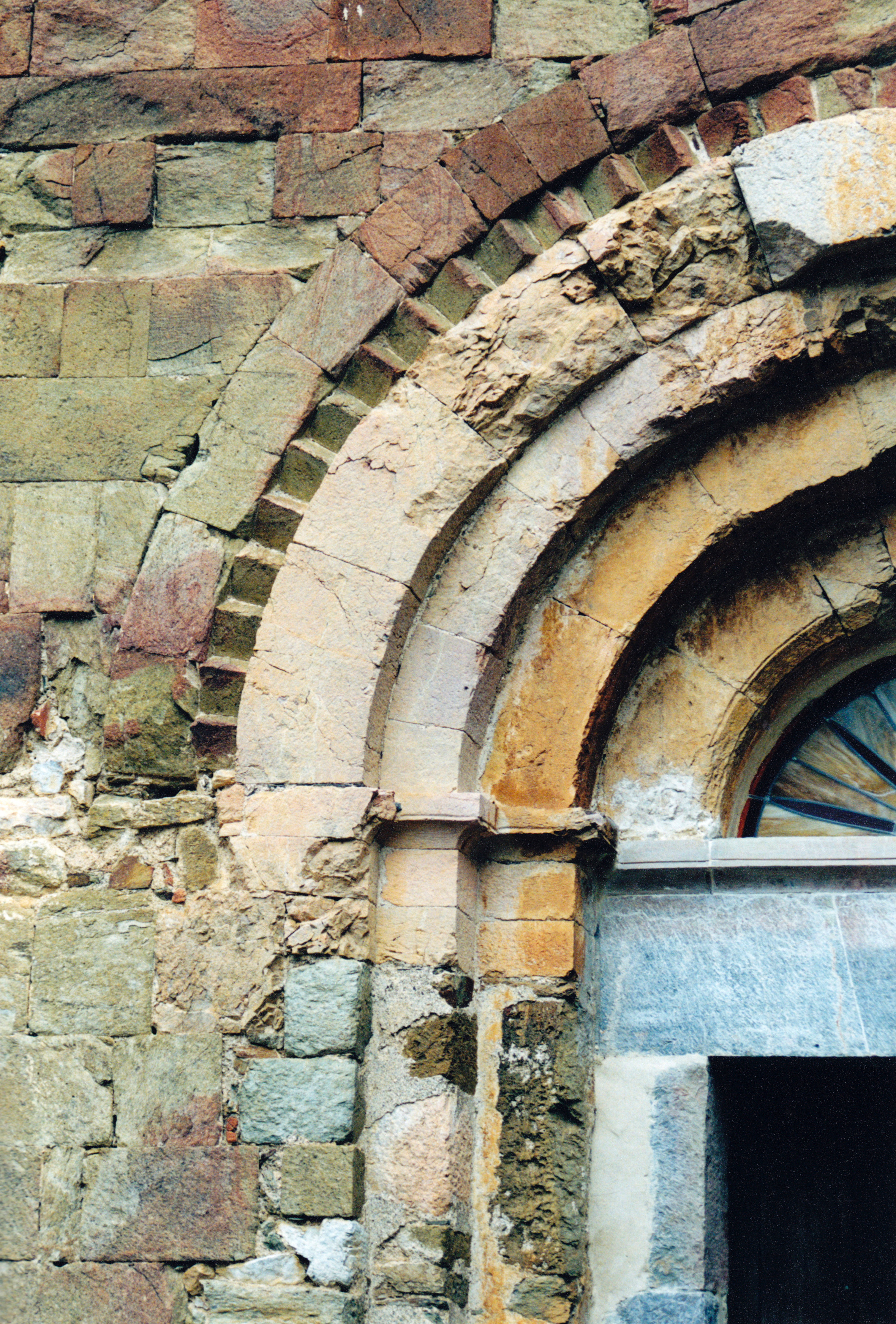
Église Saint-Félix de Calmeilles.

La frise de dents d'engrenage est un motif d'ornementation architecturale ayant la forme aiguë des dents d'un engrenage, utilisé principalement à l'époque romane.

## Définition
La frise de dents d'engrenage est constituée de briques ou de pierres de taille disposées sur pointe, perpendiculairement au plan de la façade, contrairement à la frise de dents de scie dont les dents sont placées dans le plan de la façade.

## Origine
La frise de dents d'engrenage est apparue au XIe siècle dans l'architecture romane. 
Venue probablement de Lombardie, elle s'est répandue sur le reste de l'Italie (Vénétie, Pouilles…) puis sur l'ensemble de l'Europe occidentale : Allemagne, Provence, Languedoc, pays catalans (Val de Boí, Cerdagne espagnole ou Basse-Cerdagne, Cerdagne française, Conflent, Roussillon), Val d'Aran, etc.
Discrète à l'origine sur les édifices lombards et sur les clochers catalans, elle prendra par la suite beaucoup plus de consistance jusqu'à devenir un ornement majeur, comme à l'église Sainte-Marie de Corneilla-de-Conflent et au prieuré de Marcevol.

## La frise de dents d'engrenage dans l'architecture romane
La frise de dents d'engrenage romane prend plusieurs formes : frise rectiligne, frise en plein-cintre, frise polylobée.

### Frise rectiligne
La forme principale de frise de dents d'engrenage est la frise rectiligne ornant le clocher, la corniche de la façade, la corniche du chevet, la corniche de la nef ou la corniche du porche.
L'art roman pyrénéen offre de magnifiques exemples de ce genre de frise, comme Hix, Estavar, Corsavy ou encore Espira-de-Conflent.

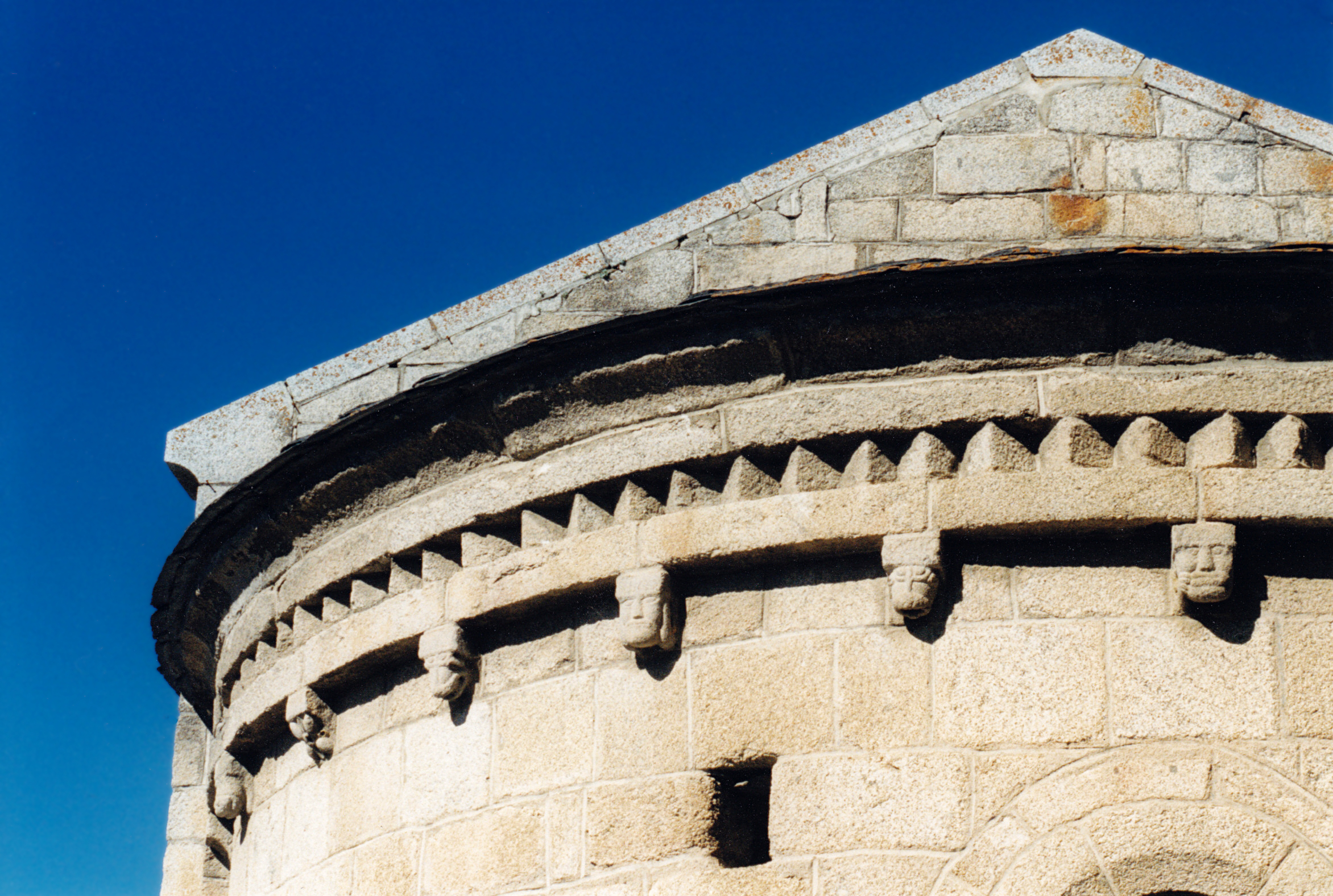
Église Saint-Julien d'Estavar.
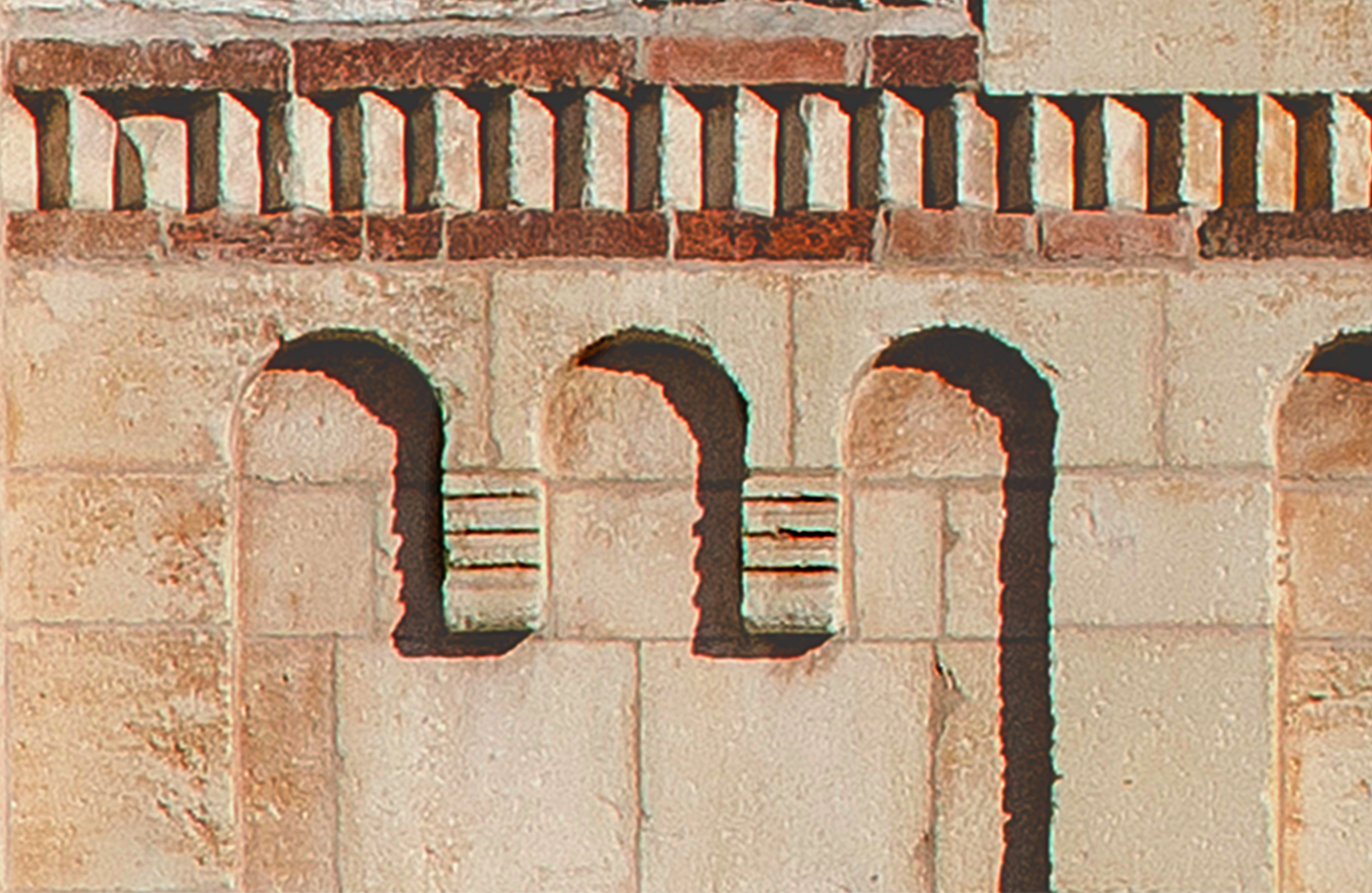
Basilique Saint-Zénon de Vérone.
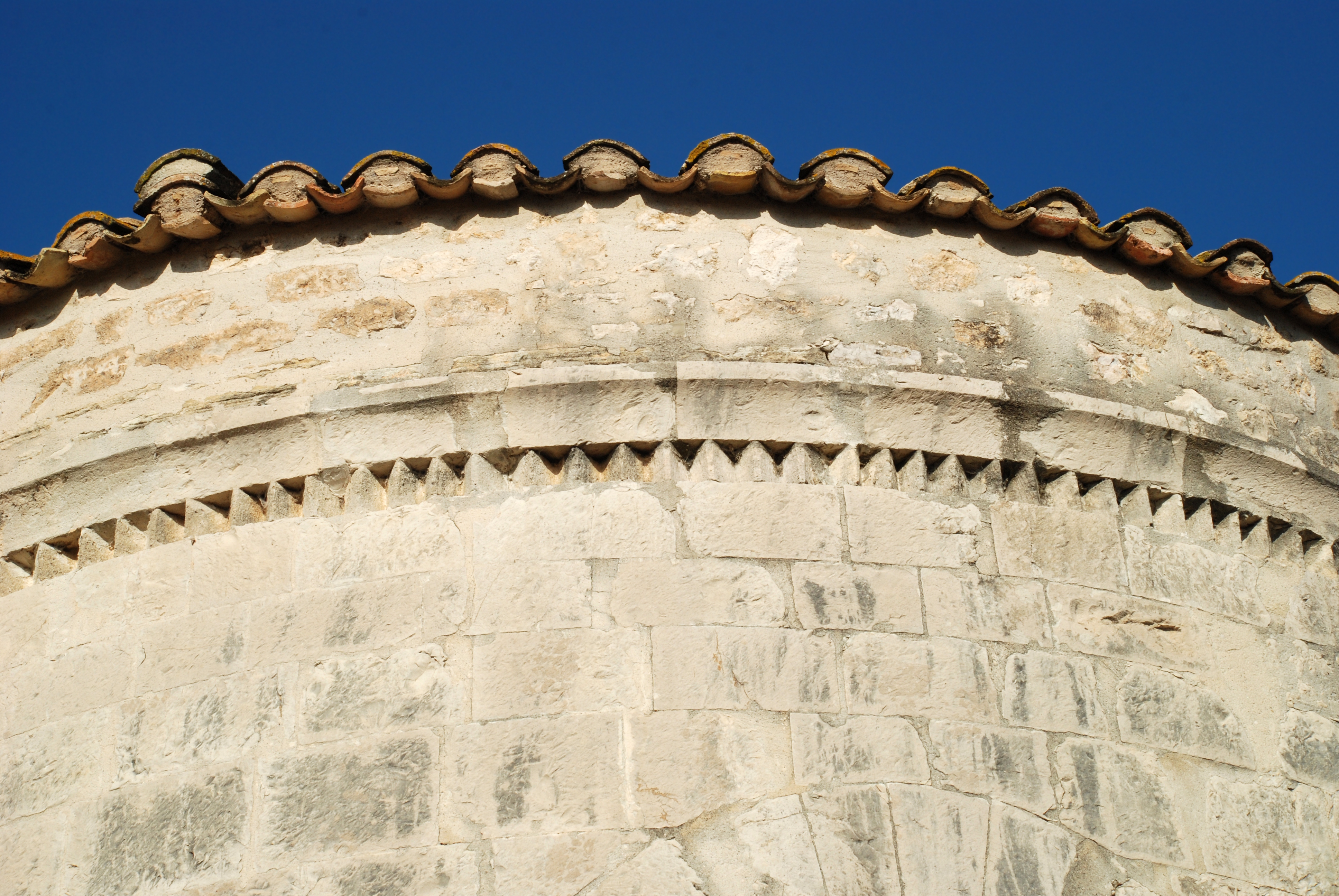
Église Saint-Martin de Campagne.
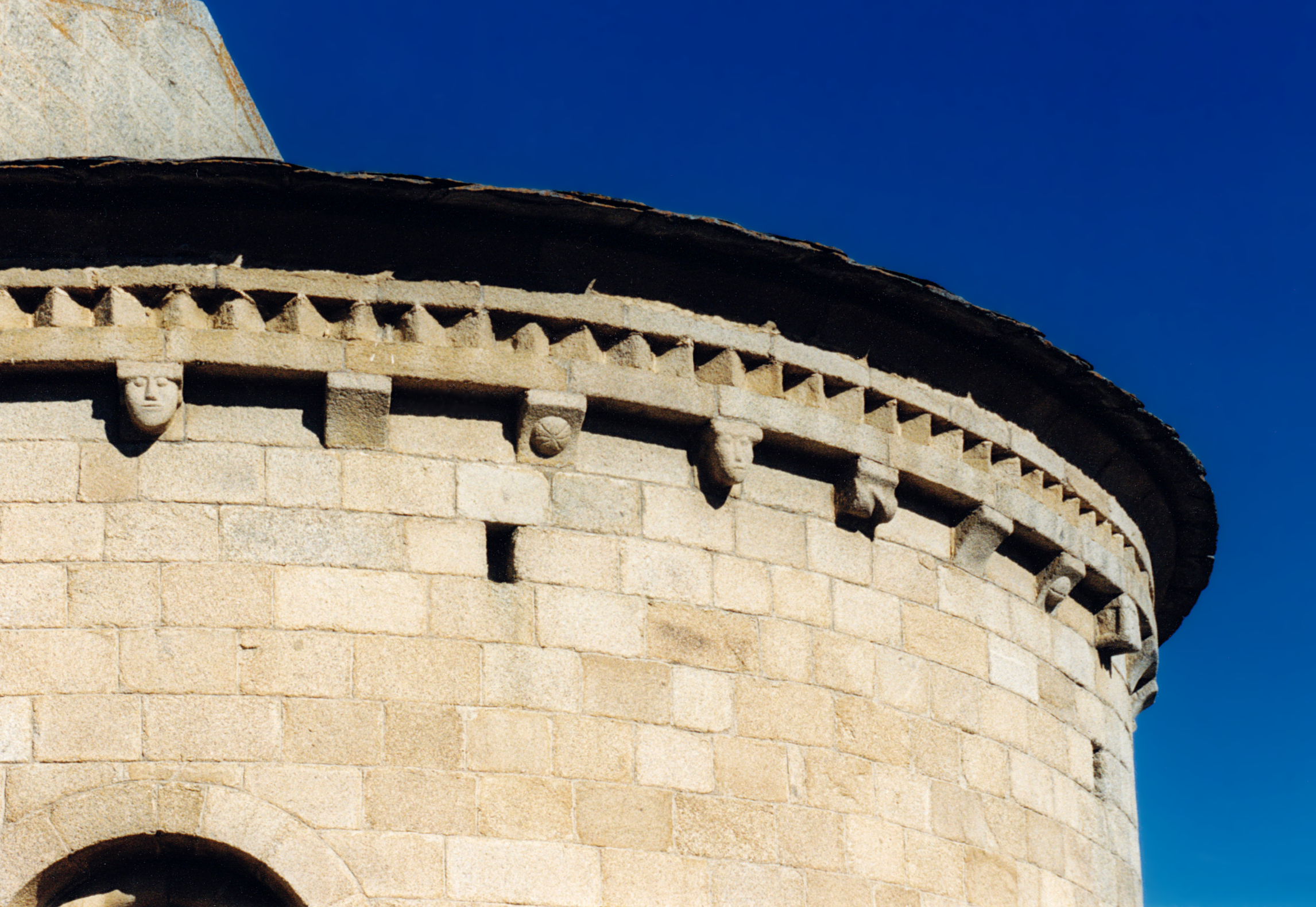
Église Saint-Martin d'Hix.

### Frise cintrée
Une deuxième forme importante prise par la frise de dents d'engrenage est la frise cintrée : celle-ci orne le portail, la fenêtre occidentale ou la fenêtre absidiale.
On en trouve des exemples à Saint-André-de-Buèges, dans l'Hérault, ainsi qu'à Corneilla-de-Conflent et à Enveitg, dans les Pyrénées-Orientales.

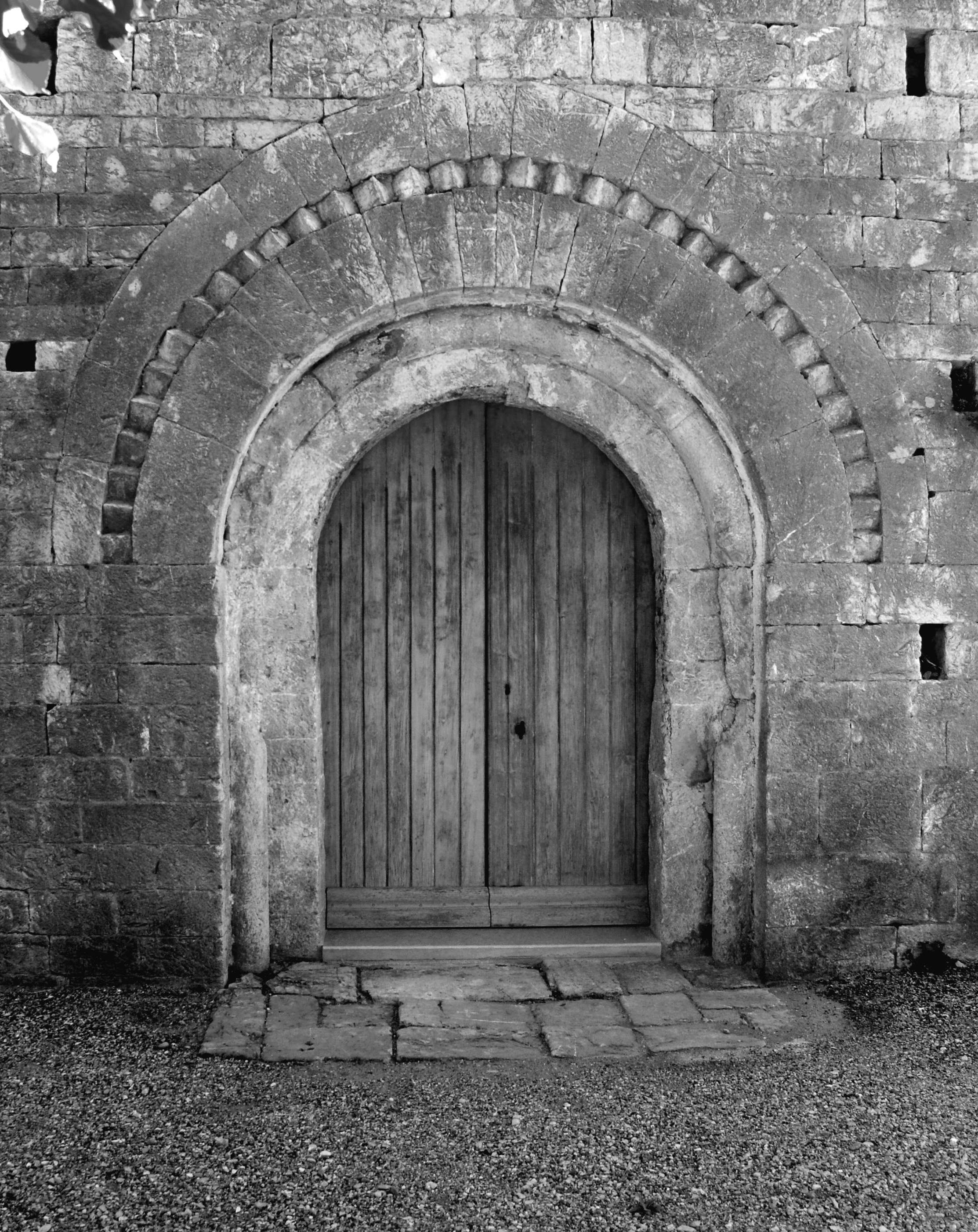
Église de Saint-André-de-Buèges.
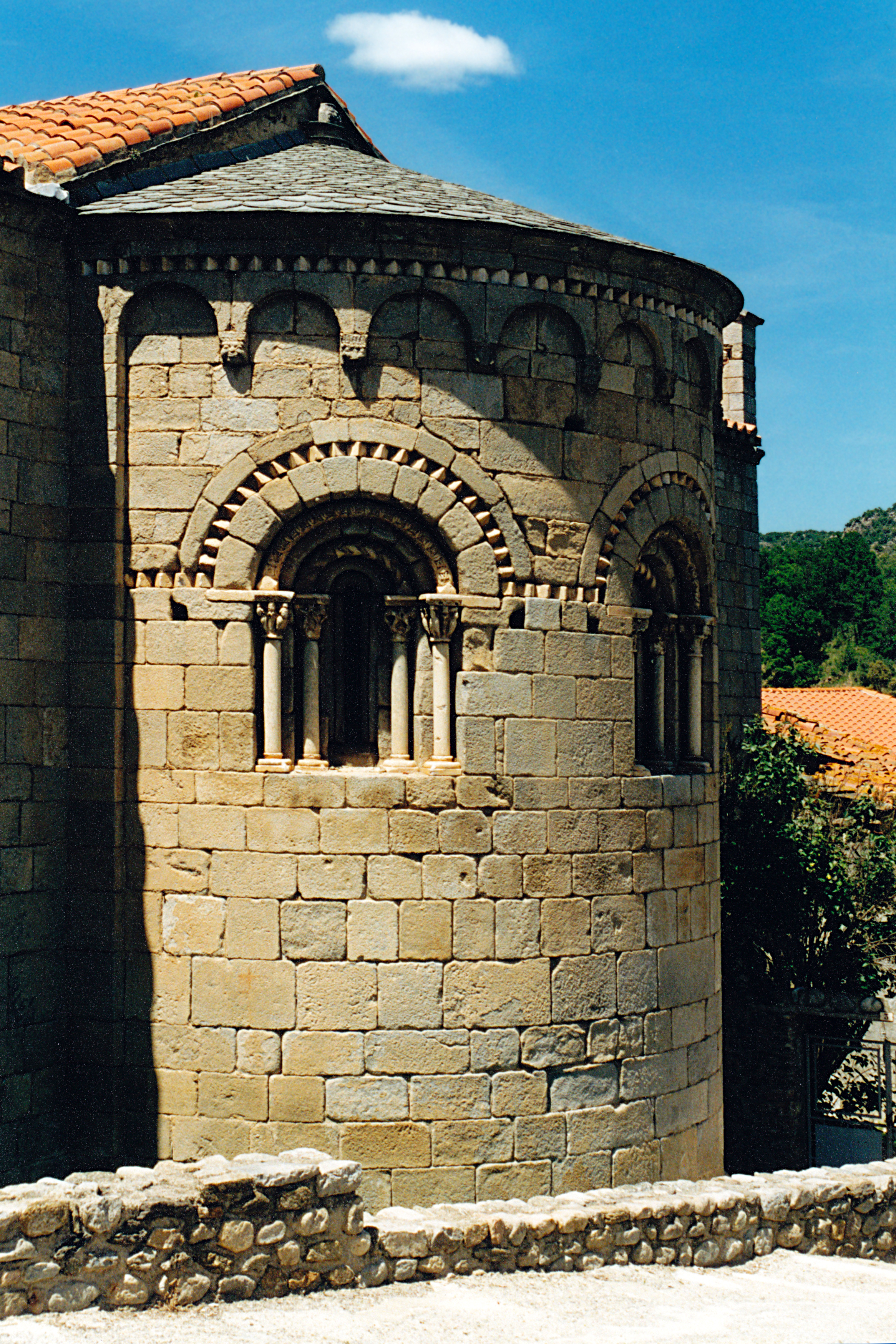
Église Sainte-Marie de Corneilla-de-Conflent.
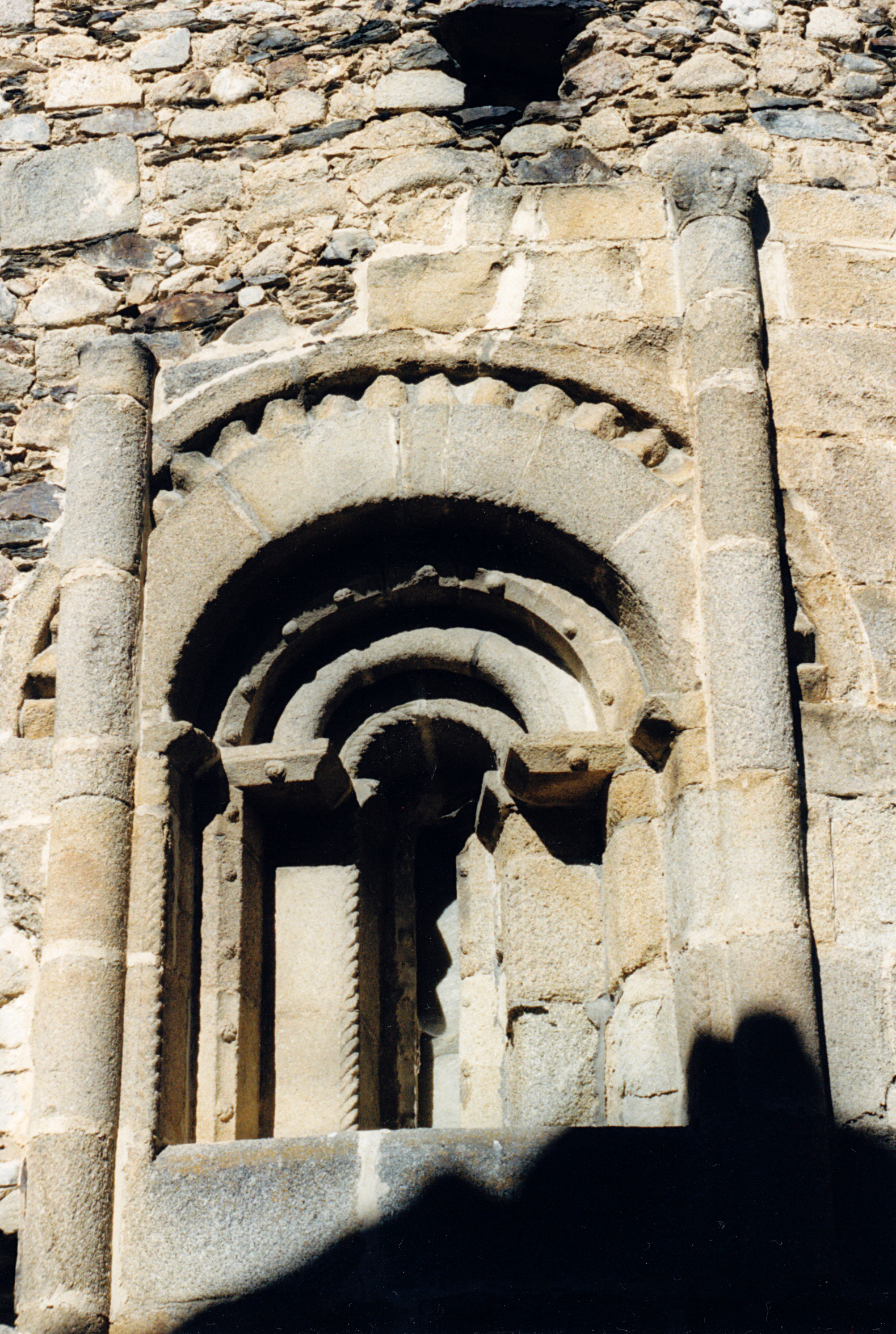
Église Saint-Saturnin d'Enveitg.

### Frise polylobée
Une variante rare de la frise de dents d'engrenage se retrouve à la chapelle Saint-Marcellin de Boulbon : une minuscule frise de dents d'engrenage y borde les lobes de l'arc polylobé du portail méridional.

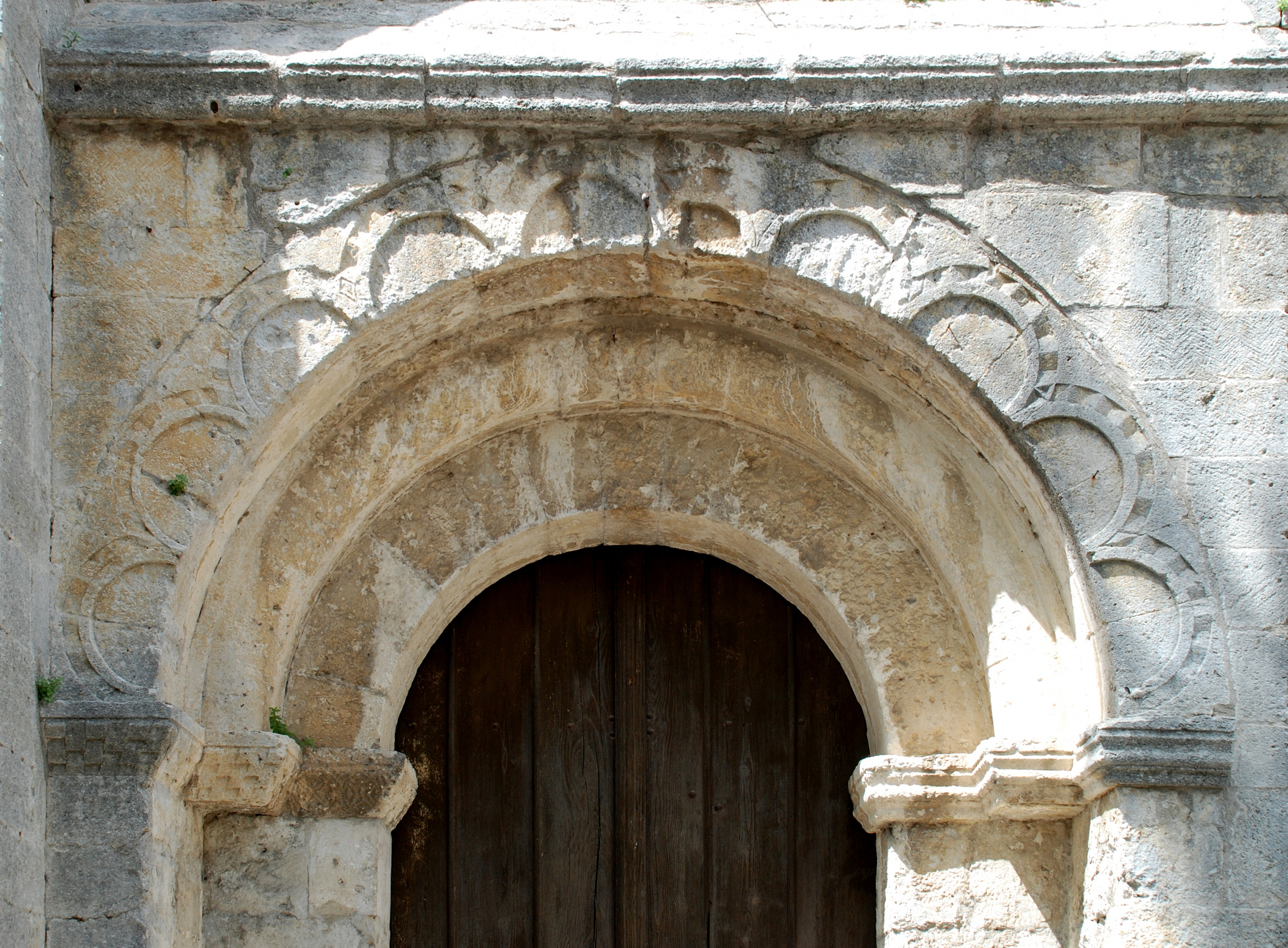
L'arc à voussure polylobée et la frise de dents d'engrenage du portail.

## La frise de dents d'engrenage dans les styles postérieurs à l'art roman
La frise de dents d'engrenage ne disparaît pas avec l'architecture romane.
On retrouve des frises de dents d'engrenage en briques sur des édifices ultérieurs comme la chapelle du Try-au-Chêne, édifice gothique tardif situé à Bousval en Belgique, la sacristie de l'église Saint-Rémi d'Ottignies, datant de l'époque classique, ou encore la ferme du Douaire, des XVIIe et XVIIIe siècles.

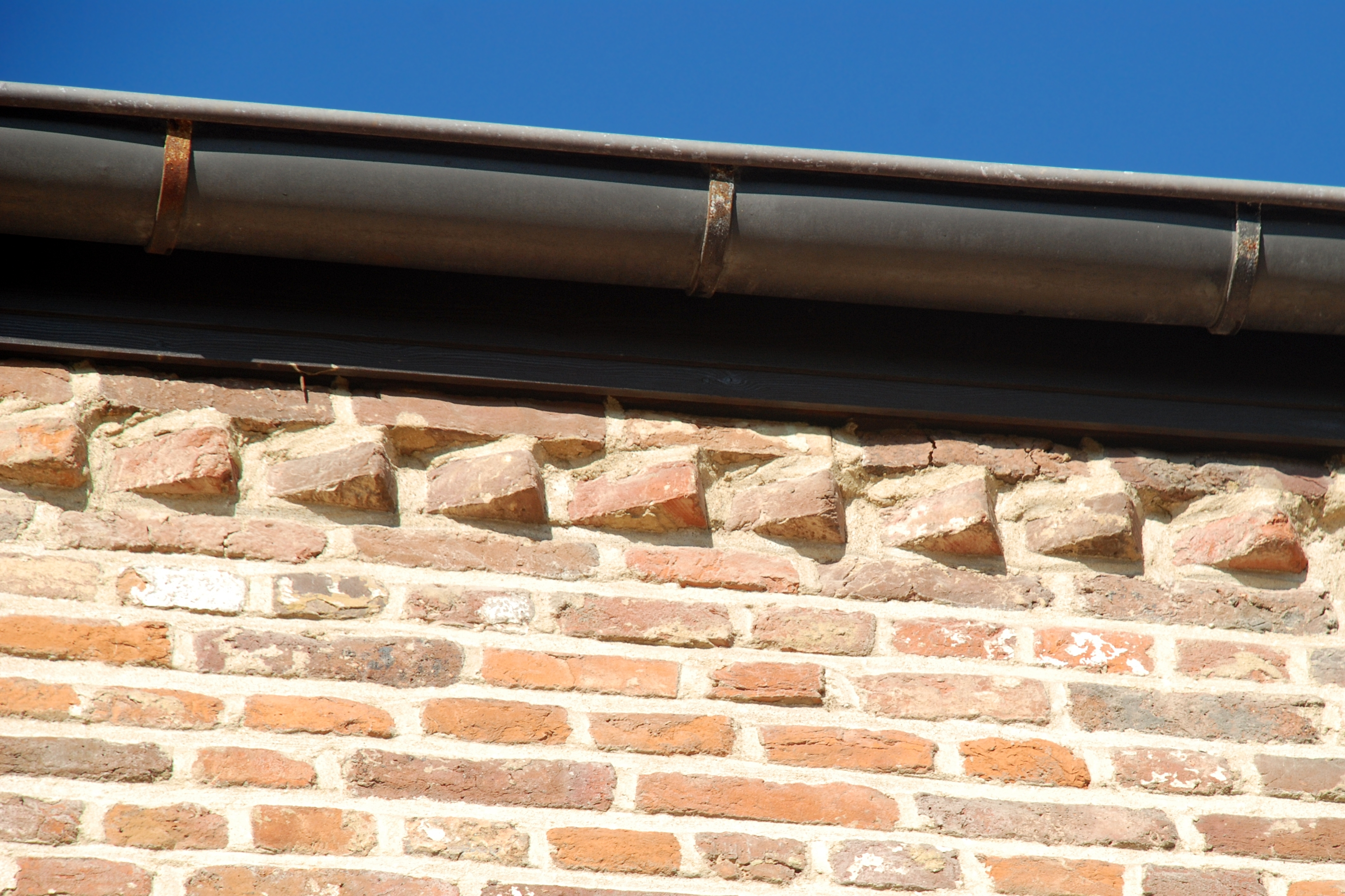
Ferme du Douaire.

## Liste d'églises romanes arborant une frise de dents d'engrenage

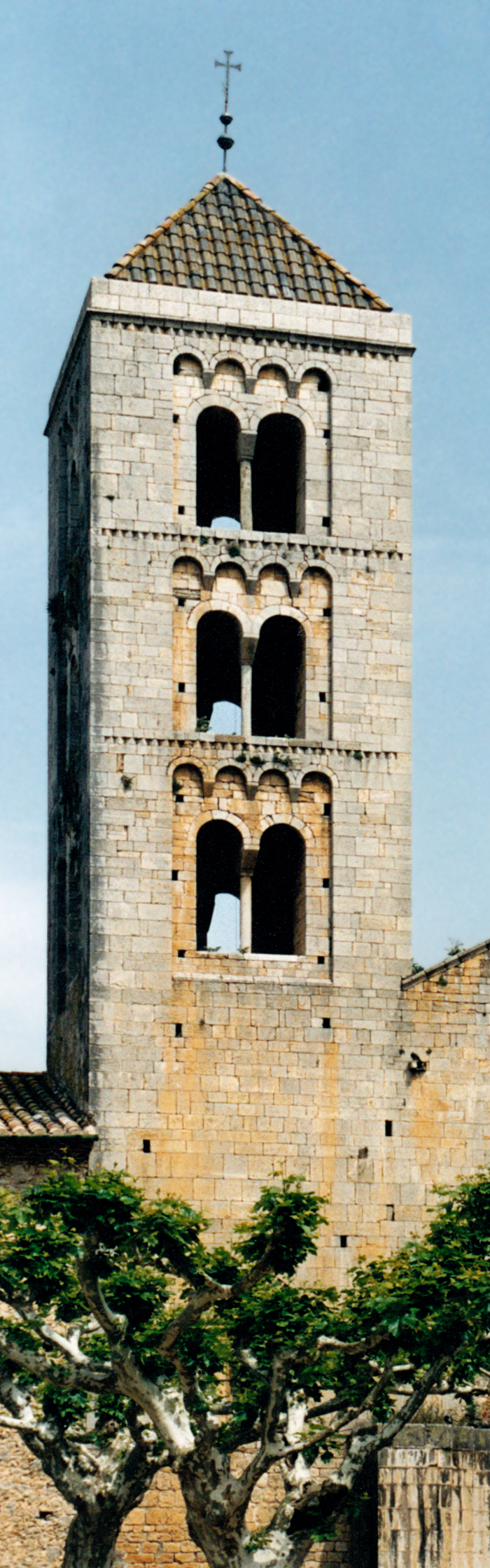
Le clocher roman lombard du monastère de Santa Maria de Vilabertran.

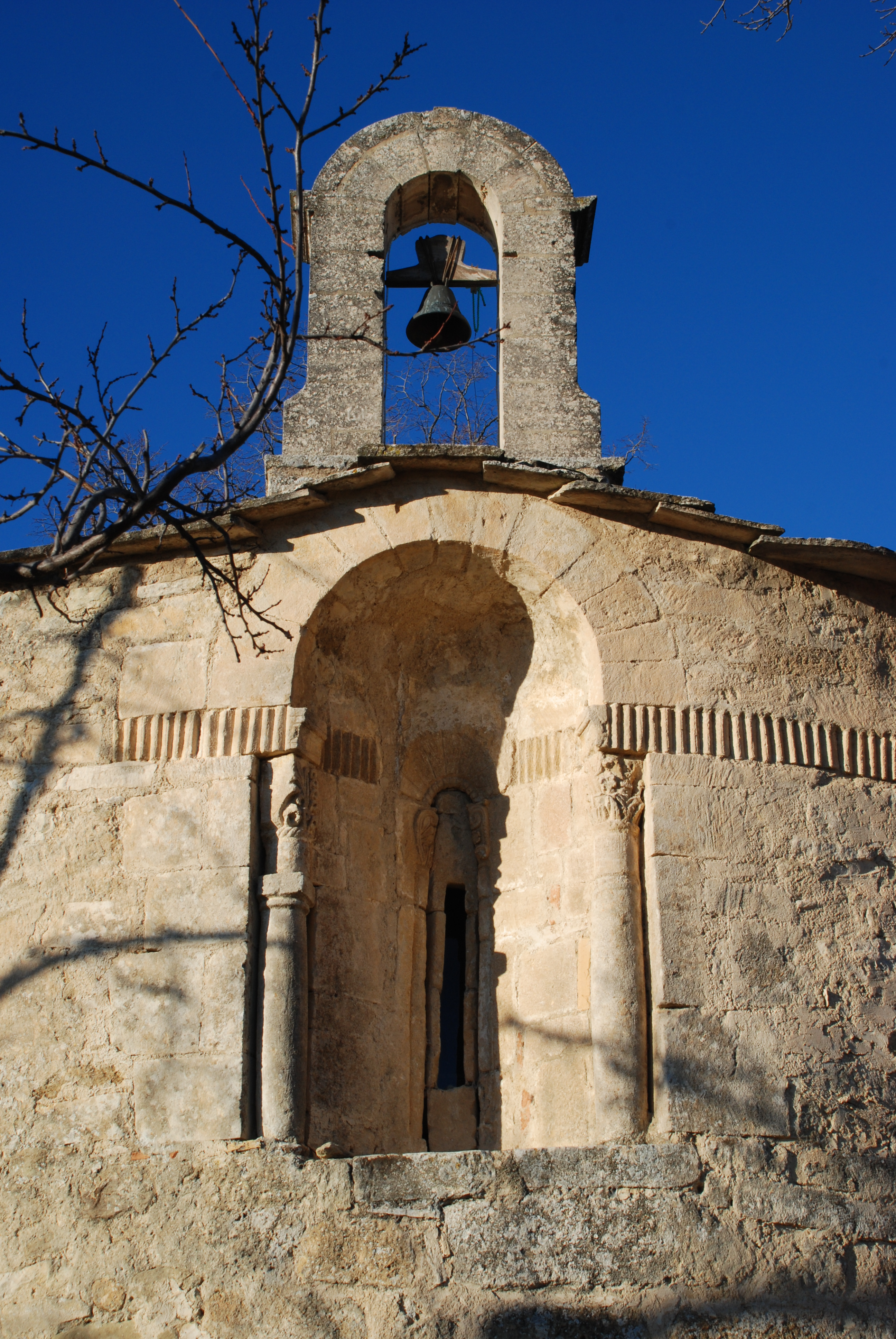
Chapelle Saint-Pierre de Pierrerue.

Voici une liste non exhaustive d'édifices présentant une frise de dents d'engrenage.

### Frise rectiligne
- Clocher :
  - Lombardie : basilique Sant' Ambrogio de Milan
  - pays catalans : 
    - Conflent : abbaye Saint-Michel de Cuxa, église Saint-Pierre de Prades (Pyrénées-Orientales)
    - Vall de Boí : église Saint-Clément de Taüll, église Saint-Jean de Boí, église Sainte-Marie de Taüll, église Sainte-Eulalie d'Erill la Vall
    - Catalogne : monastère de Santa Maria de Vilabertran

  - Languedoc : tour Fenestrelle à Uzès
  - Val d'Aran : église de l'Assomption de Bossòst
  - Allemagne : cathédrale Notre-Dame-de-l'Assomption-et-Saint-Étienne de Spire

- Corniche du chevet :
  - Lombardie : Duomo Vecchio de Brescia
  - Vénétie : église Sainte Marie et Saint Donat de Murano
  - Pouilles : église d'Ognissanti di Cuti (Valenzano)
  - pays catalans : 
    - Vallespir : église Saint-Martin de Corsavy (Cortsavi), église de Coustouges
    - Conflent : église Sainte-Marie de Corneilla-de-Conflent, église d'Espira-de-Conflent
    - Cerdagne française : église Saint-Martin d'Hix, église Saint-Julien d'Estavar et église Saint-Fructueux de Llo
    - Cerdagne espagnole ou Basse-Cerdagne : église Saint-Pierre d'Olopte
    - Vall de Boí : église Saint-Clément de Taüll , église Sainte-Marie de Taüll

  - Languedoc : abbaye de Gellone à Saint-Guilhem-le-Désert, église de Saint-Martin-de-Londres, église de Villeneuve-lès-Maguelone, chapelle Saint-Julien de Montredon, église de Saint-Hilaire-de-Beauvoir, église de la Nativité-de-Saint-Jean-Baptiste de Saint-Jean-de-Buèges, Chapelle Saint-Julien-de-Pistrin
  - Provence
    - La frise de dents d'engrenage se retrouve sous une forme très particulière au chevet de la chapelle Saint-Pierre de Pierrerue dans les Alpes-de-Haute-Provence : la frise, constituée de dents d'engrenages peu saillantes, court sur le chevet de part et d'autre de la fenêtre absidiale et se prolonge dans la loge qui abrite cette fenêtre.
    - discrets segments de frise de dents d'engrenage placés au-dessus des triglyphes surmontant les pilastres du chevet de l'église de Saint-Trinit.

  - Allemagne : cathédrale Saint-Martin de Mayence

- Corniche de la façade :
  - Lombardie : basilique Sant' Ambrogio de Milan

- Corniche du porche :
  - pays catalans : église Santa Cecilia de Bolvir en Cerdagne espagnole (Basse-Cerdagne)

- Corniche de la nef :
  - Pouilles : église d'Ognissanti di Cuti (Valenzano)
  - pays catalans : église Santa Eugènia de Sallagosa (Saillagouse) en Cerdagne française

- Corniche du chœur :
  - Provence : église Notre-Dame-du-Lac du Thor

### Frise en plein cintre
- Portail :
  - pays catalans :

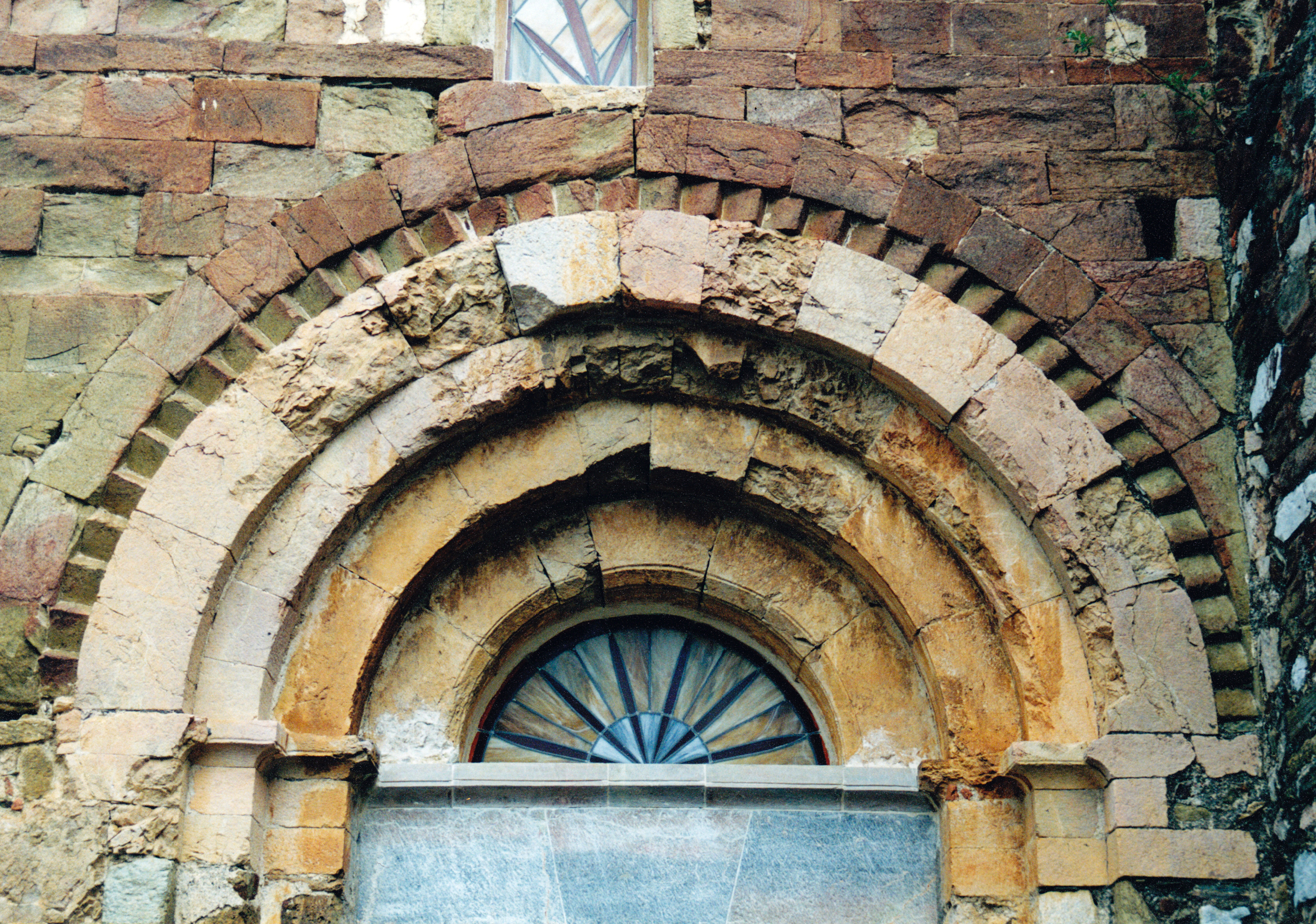
Église Saint-Félix de Calmeilles.

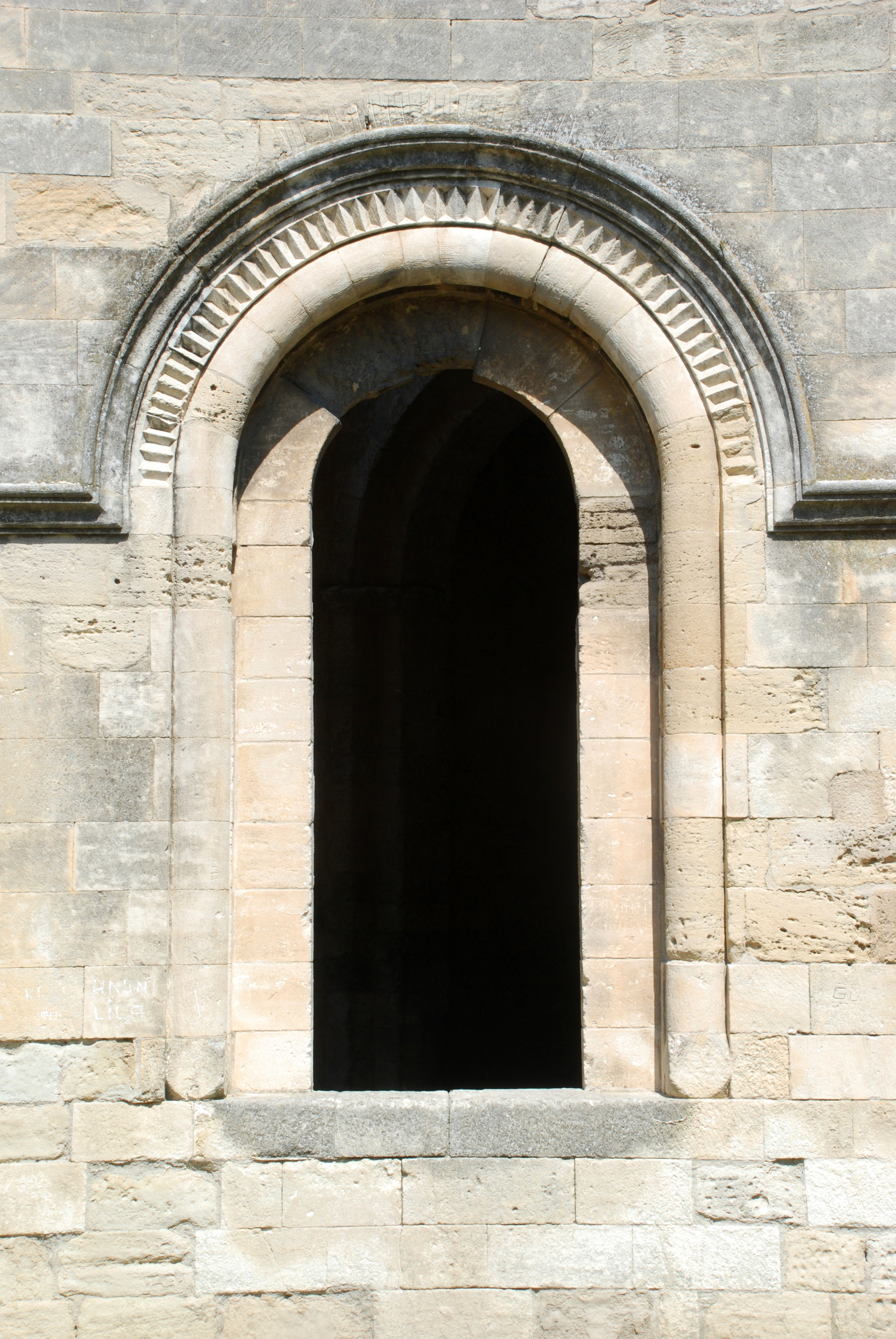
Abbaye Saint-Ruf d'Avignon.

    - Conflent : prieuré de Marcevol (portail occidental)
    - Aspres : église Saint-Félix de Calmeilles (portail méridional)

  - Languedoc : église de Saint-André-de-Buèges, Chapelle Saint-Pierre-de-Castres de Tresques

- Fenêtre occidentale :
  - pays catalans :
    - Conflent : église Sainte-Marie de Corneilla-de-Conflent, prieuré de Marcevol

- Fenêtre absidiale :
  - Provence : abbaye Saint-Ruf d'Avignon
  - pays catalans :
    - Cerdagne française : église Saint-Saturnin d'Enveitg
    - Conflent : église Sainte-Marie de Corneilla-de-Conflent,
    - Roussillon : Église Notre-Dame-de-l'Assomption de Sainte-Marie-la-Mer

### Frise polylobée
- Portail :
  - Provence : chapelle Saint-Marcellin de Boulbon